# Santa Bárbara de Carhuacayán
Santa Bárbara de Carhuacayán é um distrito do Peru, departamento de Junín, localizada na província de Yauli.

## Transporte
O distrito de Santa Bárbara de Carhuacayán é servido pelas seguinte rodovias:
- PE-3NG, que liga o distrito de Chicla (Região de Lima) à cidade de San Pedro de Cajas (Região de Junín)
- PE-20A, que liga o distrito de Tinyahuarco (Região de Pasco) à cidade de San Martín de Porres (Província de Lima)
- JU-101, que liga as duas outras rodovias dentro do distrito[2][3][4]